# Sciopero generale in Belgio dell'inverno 1960-1961

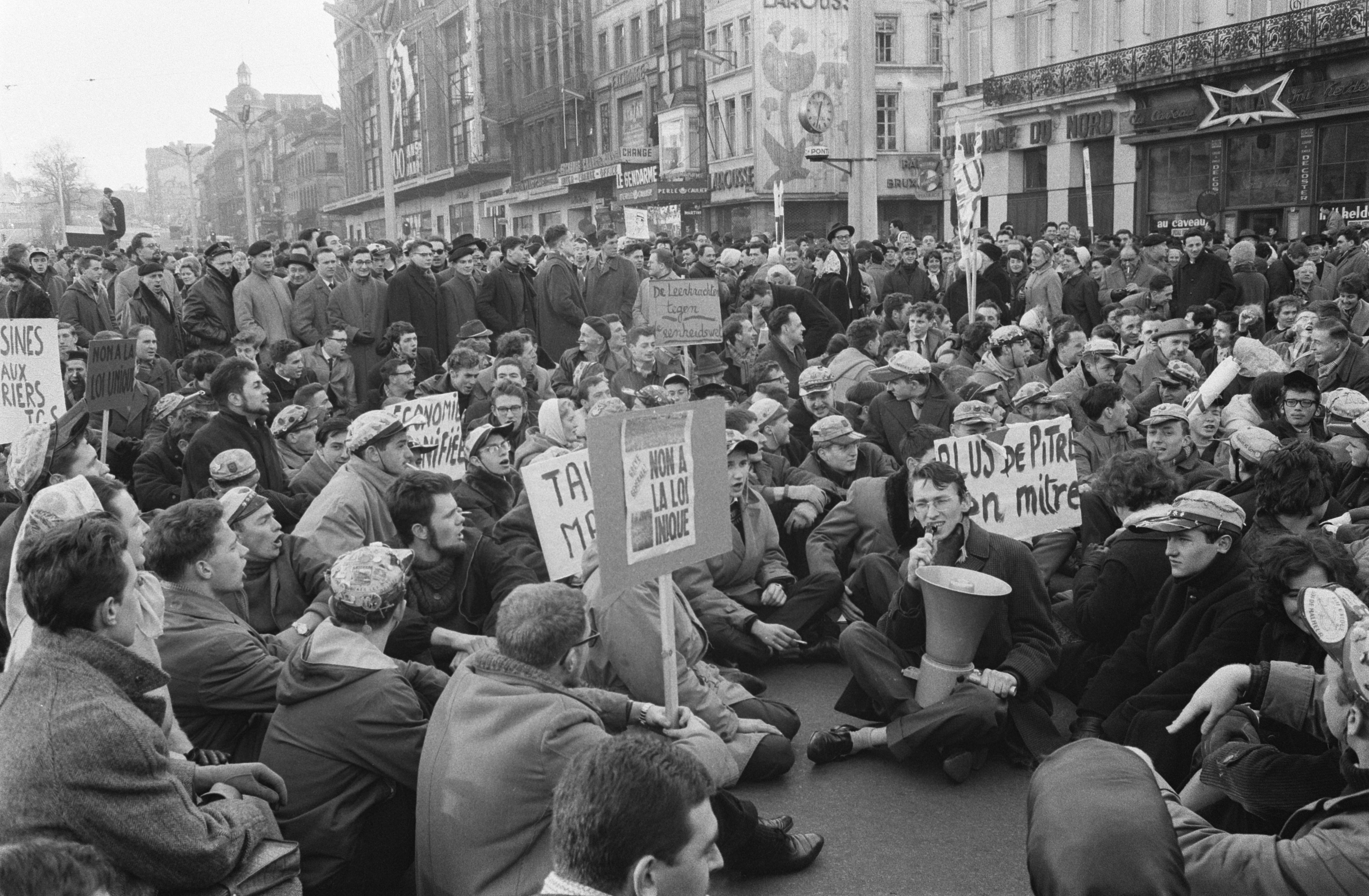
Dimostranti a Bruxelles.

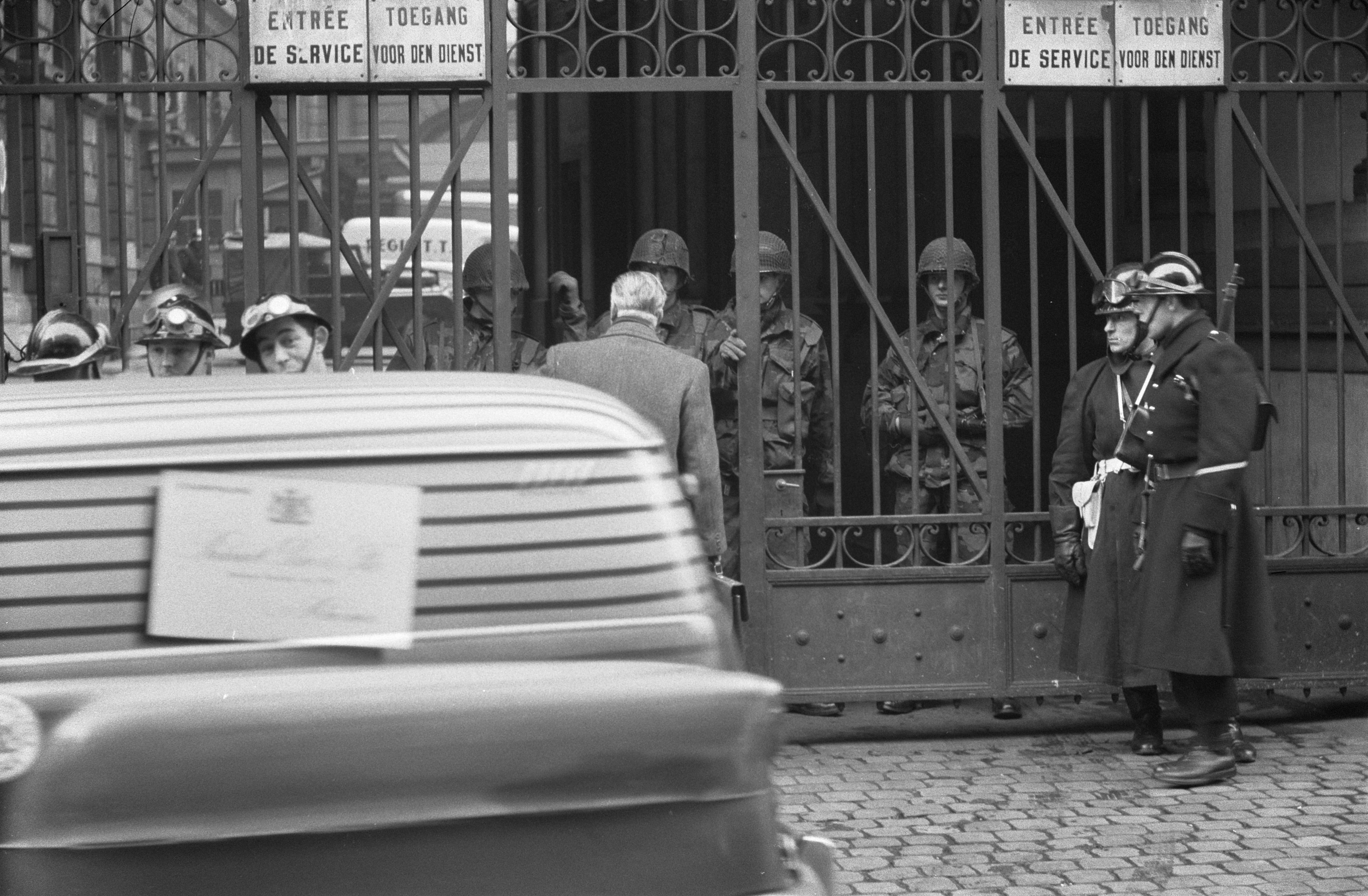
Schieramento dell'esercito.

Lo sciopero generale durante l'inverno del 1960-1961 (in francese: Grève générale de l'hiver 1960-1961), noto in Vallonia come lo sciopero del secolo (Grève du Siècle), fu una grande serie di scioperi in Belgio iniziati il 14 dicembre 1960 e durati circa sei settimane. Lo sciopero è stato avviato dal sindacato militante, la Federazione Generale del Lavoro Belga (FGTB-ABVV), contro un tentativo del governo di Gaston Eyskens di migliorare lo stato delle finanze pubbliche belghe introducendo una serie di misure di austerità note come Loi Unique o Eenheidswet. Sebbene lo sciopero abbia avuto inizio in tutto il Belgio, presto ha perso slancio nelle Fiandre dove i lavoratori sono tornati al lavoro dopo pochi giorni, lasciando quelli in Vallonia, una regione che già stava iniziando a sperimentare la deindustrializzazione, da soli.
Lo sciopero è considerato un momento chiave per il movimento vallone e un'influenza sulla formazione dell'identità vallona. Ha portato alla fondazione di una nuova ideologia del renardismo che collegava il nazionalismo vallone al sindacalismo. Lo sciopero portò anche alla creazione del Mouvement Populaire Wallon (MPW) pro-federalista nel 1961 e ad una crescente polarizzazione tra fiamminghi e valloni che culminò, dalla fine degli anni '60, nelle guerre linguistiche e, in definitiva, nella graduale trasformazione del Belgio in stato federale.
Il film del 1983 Inverno 1960 si basa sullo sciopero. Lo sciopero è stato oggetto del film documentario Lorsque le bateau de Léon M. descendit la Meuse pour la première fois (1979) dai fratelli Dardenne.